# الاگوینها دو پایاوی
الاگوینها دو پایاوی (به پرتغالی: Alagoinha do Piauí) یک سکونتگاه مسکونی در برزیل است که در پیاوی واقع شده‌است.